# Daniela Ruah
Daniela Sofia Korn Ruah (Boston, 2 dicembre 1983) è un'attrice statunitense con cittadinanza portoghese, nota per il suo ruolo di Kensi Blye nella serie televisiva NCIS: Los Angeles.

## Biografia
È figlia di Moisés Carlos Bentes Ruah e di Catarina Lia Katia Azancot Korn, entrambi ebrei portoghesi. Suo padre era primario all'ospedale universitario di Boston. Cinque anni dopo la sua nascita, i genitori si ritrasferiscono in madre patria, dove Ruah frequenta la St. Julian's School.
Nell'aprile 2013 si è fidanzata ufficialmente, dopo un anno e mezzo di relazione, con David Paul Olsen, fratello del collega Eric Christian Olsen. I due si sono conosciuti sul set di NCIS: Los Angeles, dove David lavora come stuntman del fratello. Il 13 settembre successivo, durante un'intervista rilasciata al programma portoghese Alta Definição, ha dichiarato che lei e il compagno si sarebbero sposati l'anno successivo in Portogallo, e che erano in attesa del primo figlio, nato poi il 30 dicembre 2013 a Los Angeles. È convolata a nozze il 19 giugno 2014 a Cascais, con una cerimonia che racchiude sia la sua religione ebraica che quella protestante del marito; il suo abito da sposa è disegnato dalla stilista spagnola Rosa Clarà. Ha dato alla luce una bambina nel settembre 2016.
È affetta dal nevo di Ota, un tipo di melanoma benigno che si manifesta con una macchia di colore grigiastro nella regione sclerale del suo occhio destro, e da eterocromia, ossia una differente colorazione tra le due iridi; ha infatti l'occhio destro di colore nero e quello sinistro color nocciola-verde. Collabora con varie associazioni benefiche, tra cui ASPCA, Hats Off For Cancer, Beckstrand Cancer Association e Progect Have Hope.

### Carriera
Dal 2009 interpreta l'agente speciale Kensi Blye nella serie televisiva NCIS: Los Angeles. Nel 2012, essendo bilingue inglese-portoghese, doppia la voce della principessa Merida nella versione portoghese di Ribelle - The Brave; al cinema, nello stesso anno prende parte a Red Tails di Anthony Hemingway. Nel maggio 2013 recita in Proof, uno spettacolo teatrale messo in scena a Los Angeles.
Nel 2018 ha condotto l'Eurovision Song Contest di Lisbona, insieme a Filomena Cautela, Sílvia Alberto e Catarina Furtado.

## Filmografia

### Cinema
- Canaviais, regia di Lourenço Henriques – cortometraggio (2006)
- Blind Confession, regia di Edward Shieh – cortometraggio (2008)
- Midnight Passion, regia di Peter Spanos – cortometraggio (2009)
- Tu & Eu, regia di Edward Shieh – cortometraggio (2010)
- Red Tails, regia di Anthony Hemingway (2012)

### Televisione
- Querida Mãe, regia di José Sacramento – film TV (2001)
- Jardins Proibidos – serial TV, 148 puntate (2000-2001)
- Elsa, Uma Mulher Assim – miniserie TV, puntata 11 (2001)
- Filha do Mar – serial TV, 168 puntate (2001-2002)
- Inspector Max – serial TV, puntata 47 (2004)
- Dei-te Quase Tudo – serial TV, 145 puntate (2005-2006)
- Tu e Eu – serial TV, 197 puntate (2006-2007)
- Casos da Vida – serie TV, episodio 2x02 (2008)
- Sentieri (Guiding Light) – serial TV, puntata 15628 (2009)
- NCIS - Unità anticrimine (NCIS) – serie TV, episodi 6x22-6x23-21x07 (2009-2024) – Kensi Blye
- NCIS: Los Angeles – serie TV, 322 episodi (2009-2023) – Kensi Blye
- Hawaii Five-0 – serie TV, episodi 2x06-2x21 (2011) – Kensi Blye
- Neve alle Azzorre (Rabo de Peixe) – serie TV (2023-in corso)

## Programmi TV
- Eurovision Song Contest 2018 (2018)

## Doppiatrici italiane
- Domitilla D'Amico in NCIS - Unità anticrimine, NCIS: Los Angeles e Hawaii Five-0
- Nunzia Di Somma in Red Tails